# Piazza di Minin e Požarskij
La Piazza di Minin e Požarskij (in russo Площадь Минина и Пожарского?, Ploščad' Minina i Požarskogo [nome corto è Piazza di Minin]) è la piazza principale di Nižnij Novgorod. Si tratta di un centro sociale e culturale della città, il luogo delle celebrazioni più importanti. Si trova nel Nižegorodskij distretto dal lato sud-est del Cremlino.
La piazza collega le strade centrali della città: Bol'šaja Pokrovskaja, Varvarskaja, di Ul'janov, di Minin, terra superiore del Volga e Zelenskij Discesa. Ci sono molti monumenti architettonici, l'Università di Minin, l'Università di Nižnij Novgorod e l'Accademia Medica; monumenti a Minin, a Čkalov; Complesso espositivo, così come la prima fontana della città.
La piazza è la strada. Il movimento si sovrappone solo alle vacanze e al tempo di altri eventi.

## La storia

### Regno russo

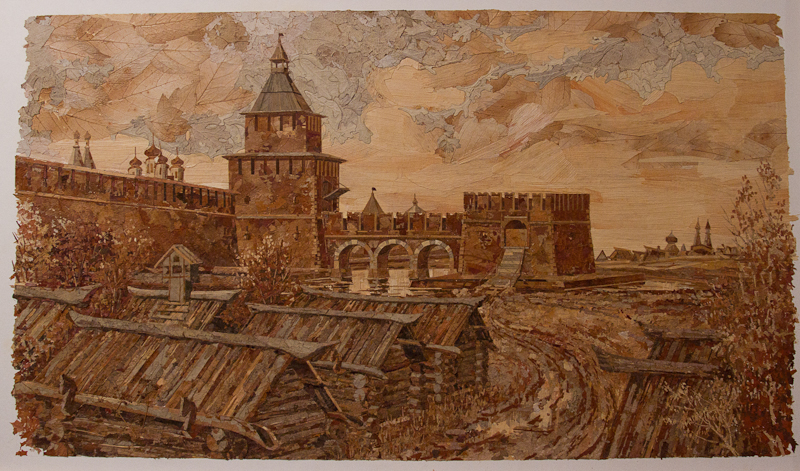
Cremlino di Nižnij Novgorod. Torre di San Demetrio con testa di ponte. 17º secolo. Aleksandr Jurkov

Prima che la piazza iniziasse a prendere forma, al suo posto si trovavano case di legno, fucine e un profondo fossato riempito d'acqua per impedire la penetrazione nel Cremlino.
Inizialmente, la piazza fu chiamata ufficiosamente Verkhneposadskaja. Era il centro dell'Alta Posad: qui si trovavano rotte commerciali su terra, c'era contrattazione, per garantire le esigenze della parte superiore della città.
La torre di passaggio era collegata da un ponte ad arco in pietra con una testa di ponte: un arciere pentagonale di deviazione circondato da un fossato. Pertanto, gli attacchi al Cremlino furono respinti durante le incursioni del Khanato di Kazan'. Pochi anni dopo la costruzione della torre, nel 1378, fu costruita davanti ad essa una chiesa lignea intitolata a San Demetrio di Tessalonica che, secondo una versione, avrebbe dato il nome alla torre stessa. Nel 1641 la chiesa di Sant'Alessio Metropolita. Nel 1697, la chiesa in legno di Demetrio di Tessalonica fu sostituita da una Cattedrale dell'Annunciazione (in russo Благовещенский собор?, Blagoveščenskij sobor) e la piazza fu chiamata Blagoveščenskaja (dell'Annunciazione).
Dalla piazza attraverso la torre di San Demetrio, passa ancora la discesa di Ivanovskij, che collega le ex città alta e bassa. C'era anche un ufficio doganale sulla piazza.
A causa del fatto che c'erano molte fucine sul sito della futura piazza, si accumulavano costantemente prodotti di ossidazione del rame di colore verde, che si fondevano semplicemente nel fossato a valle e finivano nel fiume Pochaina. È per questo motivo che gli attuali resti del fossato sono chiamati discesa di Zelenskij.

### Impero russo

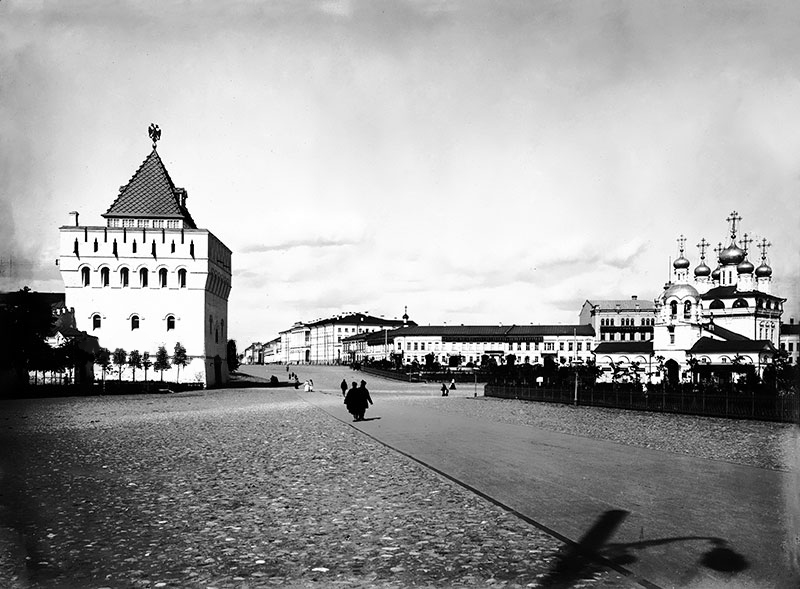
Piazza dell'Annunciazione e Cattedrale dell'Annunciazione

Il primo piano regolare della piazza venne redatto nel 1770. Dopo l'incendio del 1768, su richiesta delle autorità governative, fu elaborato un piano di sviluppo urbano regolare dalla Commissione per la costruzione di San Pietroburgo, ma la mancanza di esperti pianificatori urbani locali ostacolò l'attuazione del progetto, secondo il quale la piazza sarebbe dovuta essere trapezoidale. Il piano fissò le direzioni delle vie di partenza, prevedendo la costruzione della piazza e delle strade vicine solo con edifici in pietra.
La trasformazione della piazza iniziò nel 1779, quando Yakov Ananin fu nominato architetto. Nel 1782, le antiche mura di ponte furono smantellate. Al suo posto furono costruite righe di bancarelle in legno. Durante la demarcazione generale della città del 1784-1787, furono poste nuove strade e vennero distrutti gli stabili in legno al centro della piazza. Nel 1787 fu costruito un complesso di edifici della Posta. La linea tra le strade di Varvarskaja e Tichonov (ormai Ul'janov) fu occupata dal maniero con gli annessi del vice governatore Pjotr Jelagin. Le case private sui lati della piazza, che non corrispondevano al piano, furono conservate fino agli inizi del XIX secolo. Gli edifici non furono riparati, per poi essere demoliti.

### Il periodo sovietico

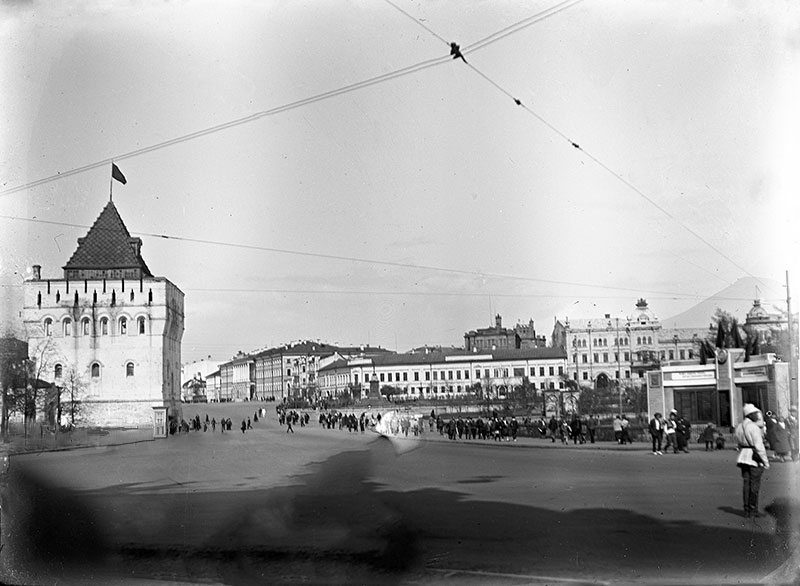
La piazza Sovietica

Dopo la rivoluzione russa, la piazza dell'Annunciazione venne rinominata in piazza Sovietica. Tutti i beni della Cattedrale dell'Annunciazione e della Chiesa di S. Alessio Metropolitano furono saccheggiati, e una varietà di negozi commerciali vennero aperti negli edifici stessi. Negli anni 1930 del XX secolo entrambe le chiese furono demolite. Anche i monumenti bolscevichi, recentemente installati, furono demoliti, così come un monumento ad Alessandro II: per un lungo periodo rimase solo un piedistallo vuoto, ma fu deciso di distruggere anche questo.
Nel 1935-1937, l'Istituto di Leningrado "Giprogor" mise a punto un piano generale per la città 
socialista di Gor'kij (il nome di Nižnij Novgorod nel periodo sovietico), che comportò un radicale cambiamento della struttura di pianificazione esistente. La piazza Sovietica a quel tempo era stata progettata, la sua area aumentò notevolmente a causa della demolizione di alcune delle mura e delle torri del cremlino, percepito in quegli anni come "un monumento al feudalesimo avaro e all'autocrazia 
zarista, testimone di terribili pagine del passato sanguinario".
La realizzazione di questi progetti fu impedita dallo scoppio della Seconda guerra mondiale.
Nel 1943, alla riunione regolare del Comitato Regionale Gor'kij, fu deciso di risollevare il morale dei cittadini nella lotta contro il nazismo. A questo scopo venne eretto sulla piazza il primo monumento a Kuz'ma Minin, e si cominciò a chiamarla Piazza di Minin e Požarskij; i cittadini vennero ispirati da tale scelta, avendo sempre rispettato molto l'antico concittadino e apprezzato le sue imprese.
Nel 1985, il vecchio monumento a Minin fu smantellato e inviato al restauro a Balachna, dove rimase. Quattro anni dopo, nel 1989, un nuovo monumento fu eretto dallo scultore sovietico Oleg Komov.

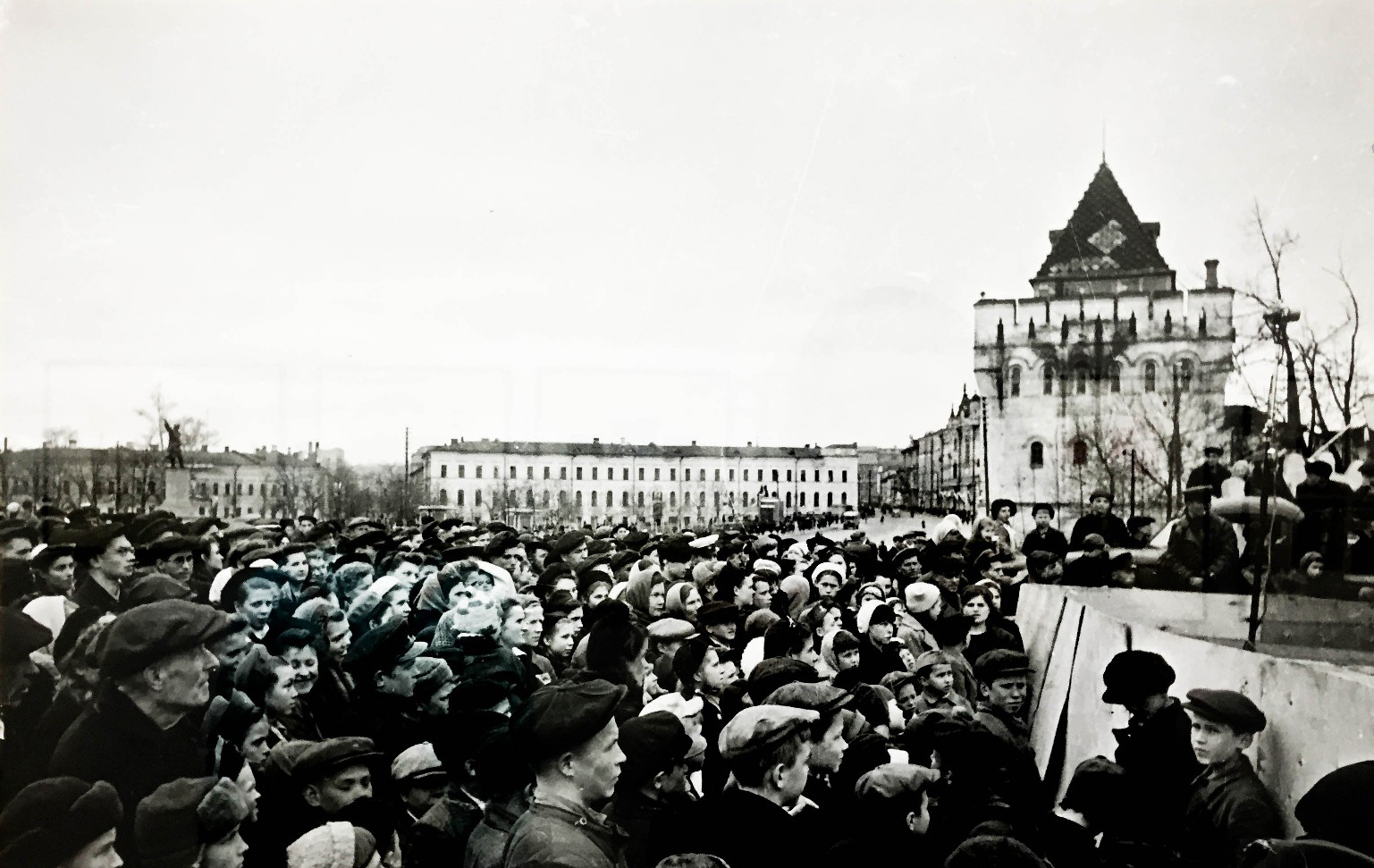
I cittadini ascoltano l'annuncio della rinuncia alla Germania nella seconda guerra mondiale nella piazza
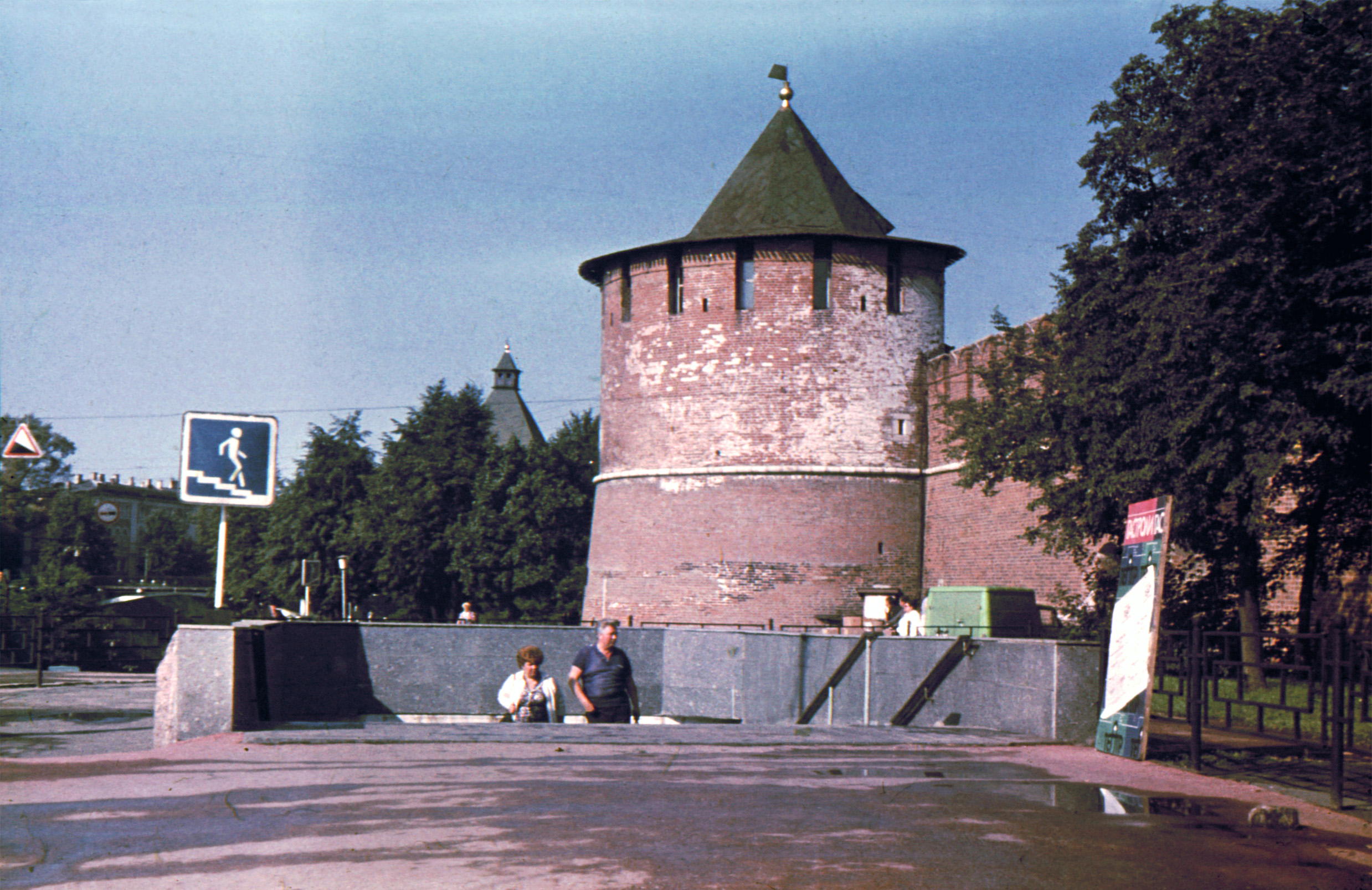
La torre Kladovaja (del Pantheon) del Cremlino
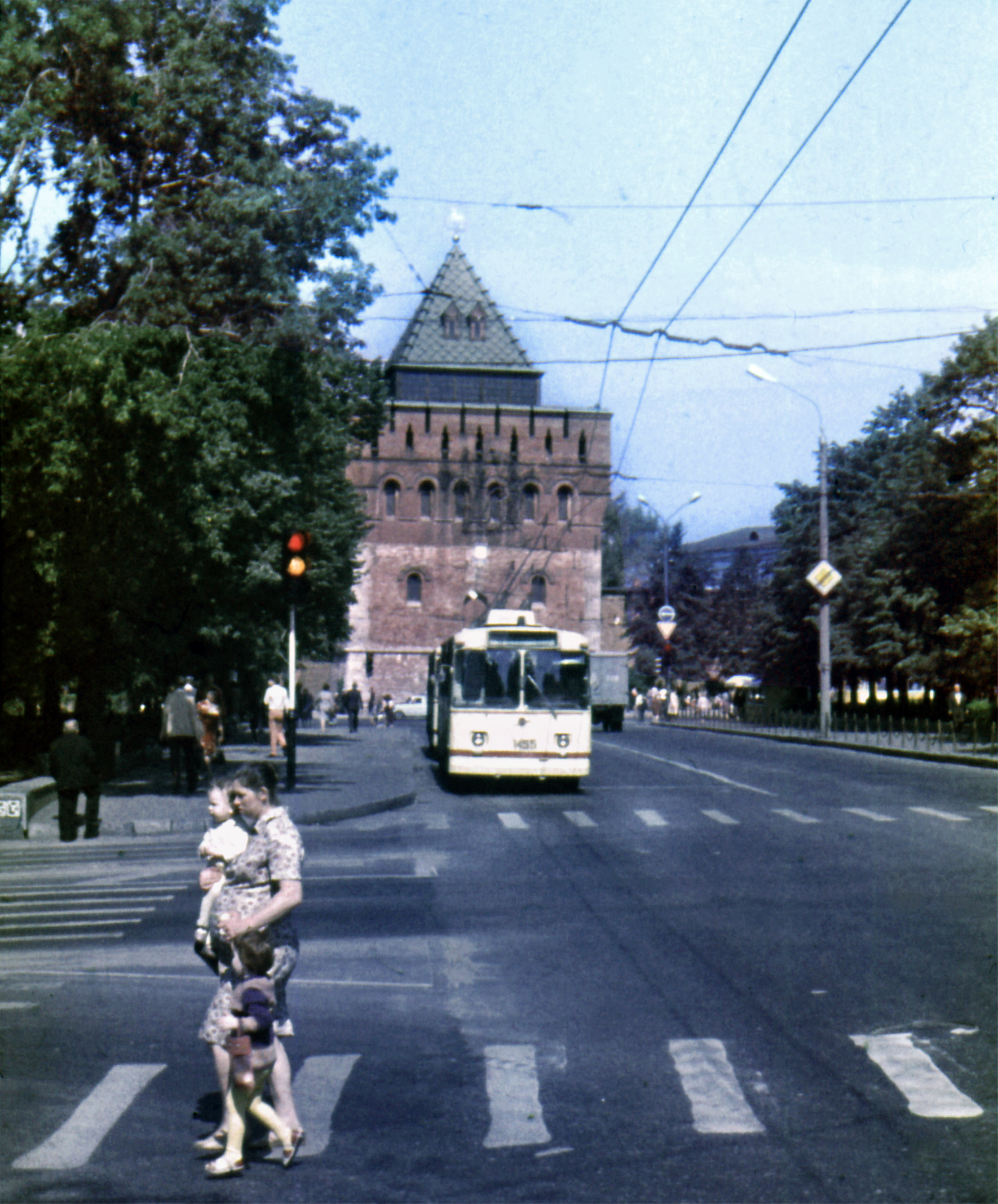
La torre Dmitrovskaja (del Demetrio) del Cremlino

### Tempo presente

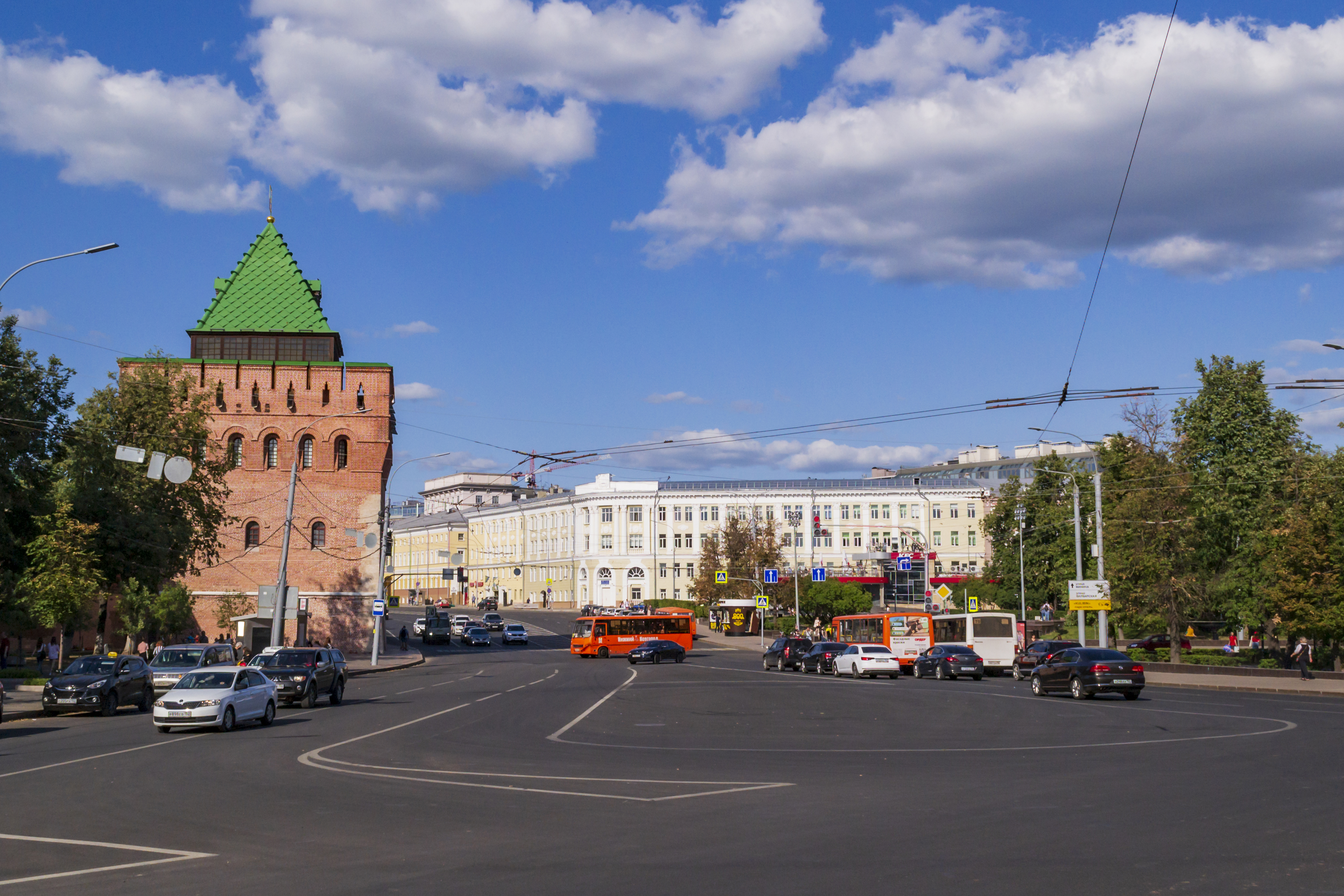
Piazza di Minin e Požarskij. 2021

Dopo la dissoluzione dell'Unione Sovietica, agli inizi degli anni '90, sul piazzale si è cominciato a installare monoposto e tende commerciali, che tuttavia non hanno resistito a lungo.
Nei primi anni 2000, è stata lanciata un'iniziativa in città per eliminare piccoli punti vendita in piazze e vie centrali.
All'inizio del 2009, l'amministrazione della città e della regione ha considerato i progetti per la ricostruzione della piazza di Minin e Požarskij, proposti da alcuni investitori: questi piani hanno consentito la costruzione di un centro commerciale e di intrattenimento sotterraneo. È stato anche proposto di ripristinare la Cattedrale dell'Annunciazione e la Chiesa di S. Alessio Metropolitano.
La modifica della forma abituale della piazza è stata considerata inaccettabile. Il consiglio urbanistico sotto il governatore ha approvato uno dei progetti, nonostante la necessità di molti anni di lavoro preliminare di archeologi, nonché il pericolo del deteriorarsi della situazione dei trasporti a causa della nascita di un ulteriore centro di attrazione.

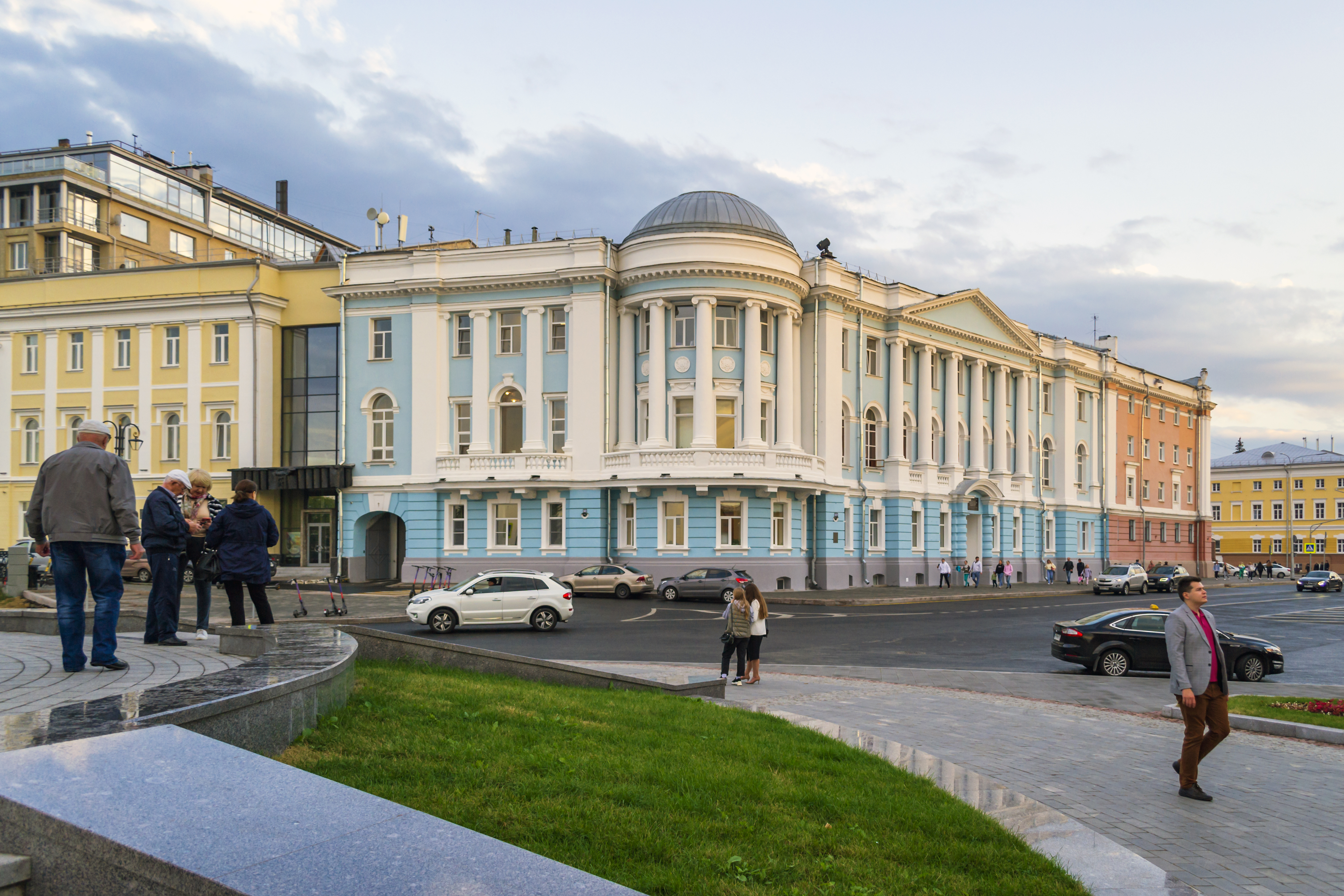
Università di Medicina
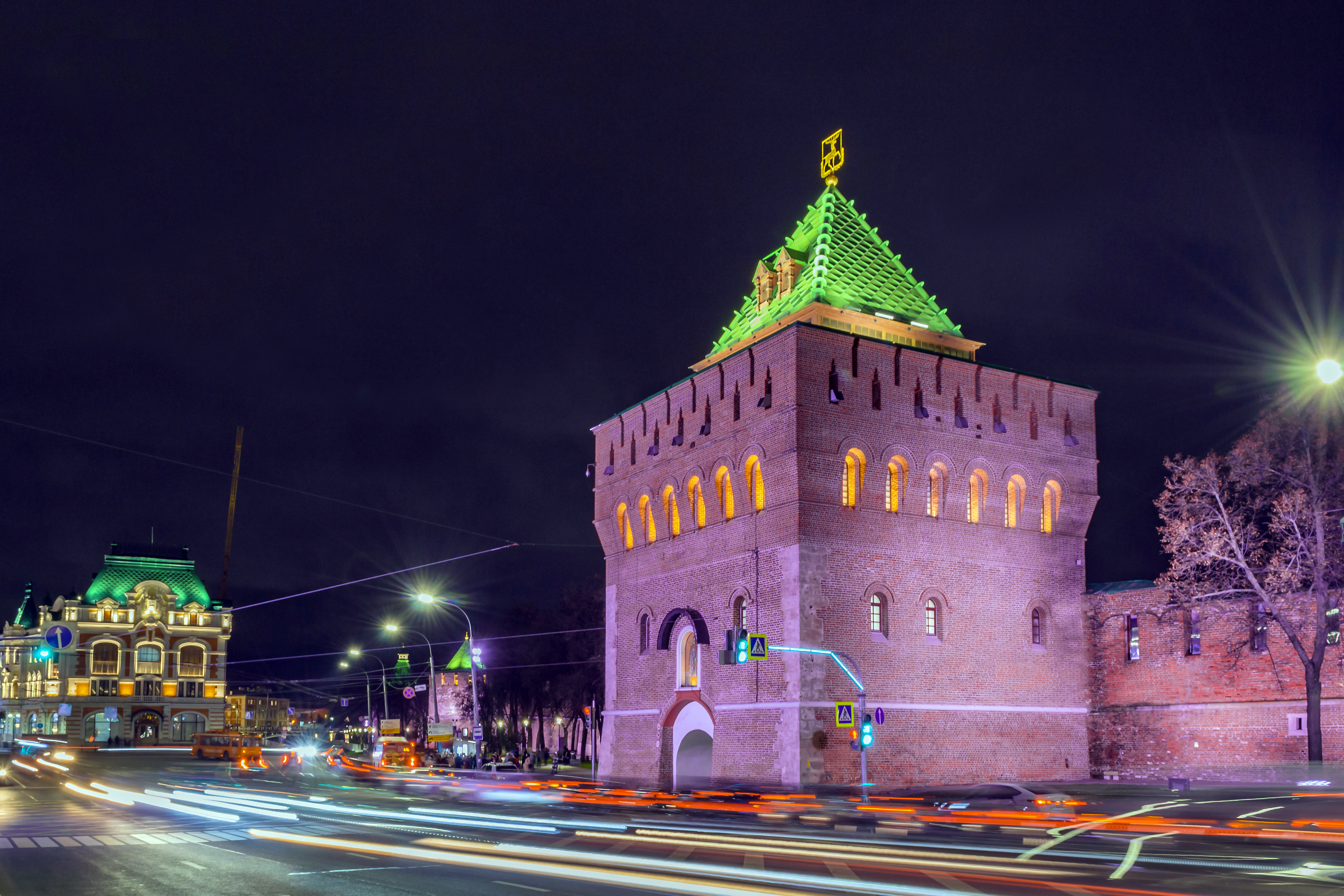
La torre del San Demetrio. La torre principale del Cremlino
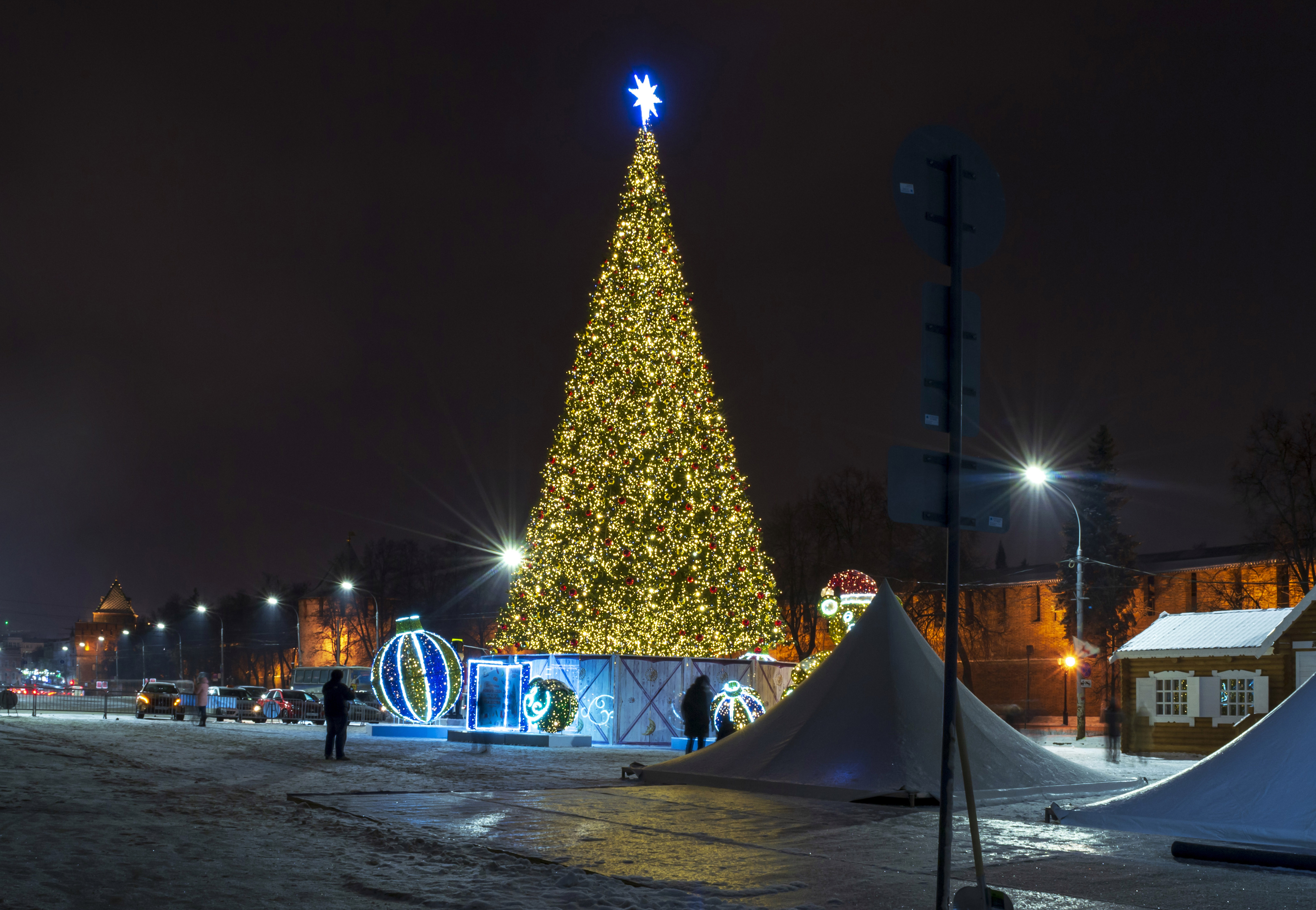
Albero di Natale sulla piazza
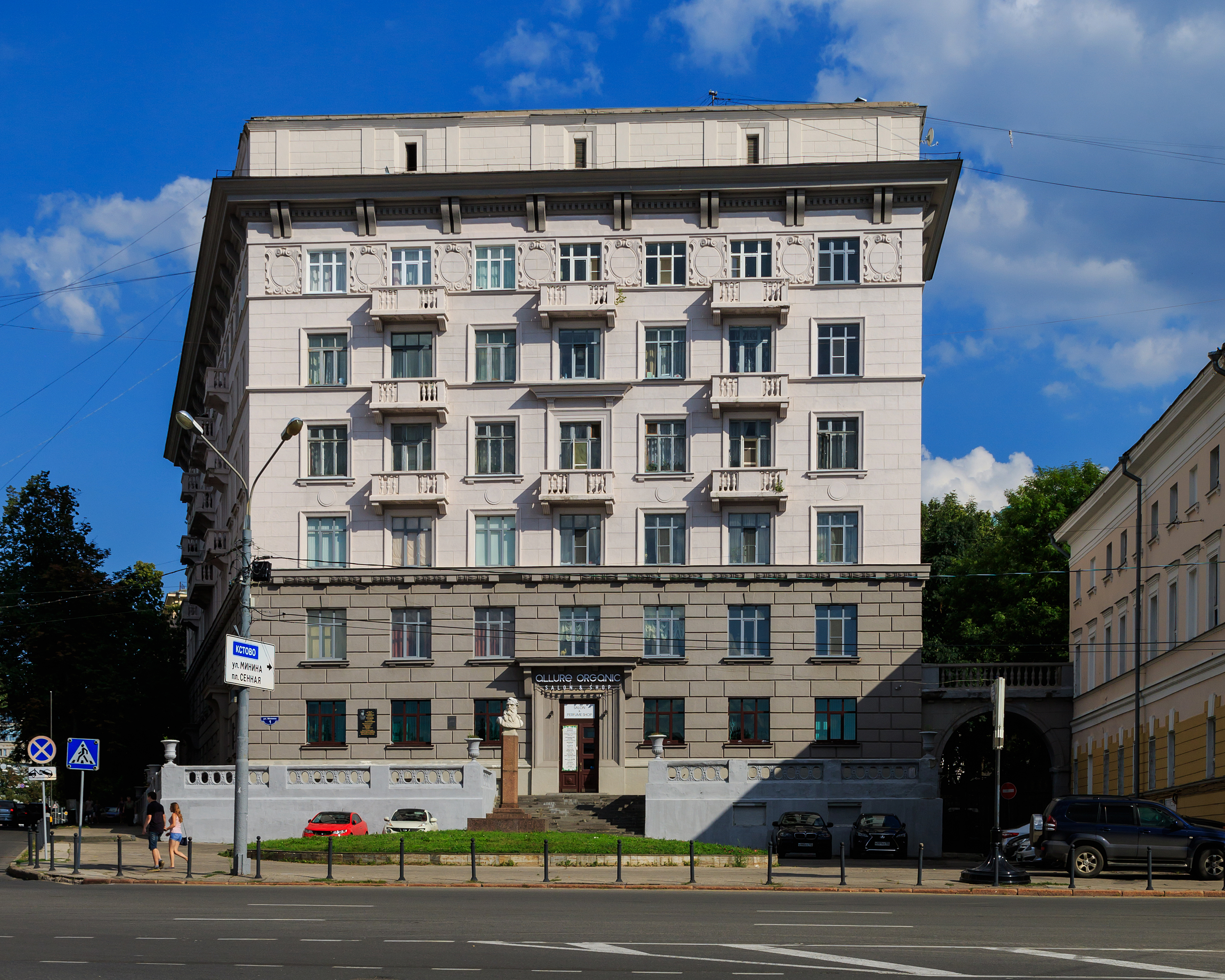
La "prima" casa
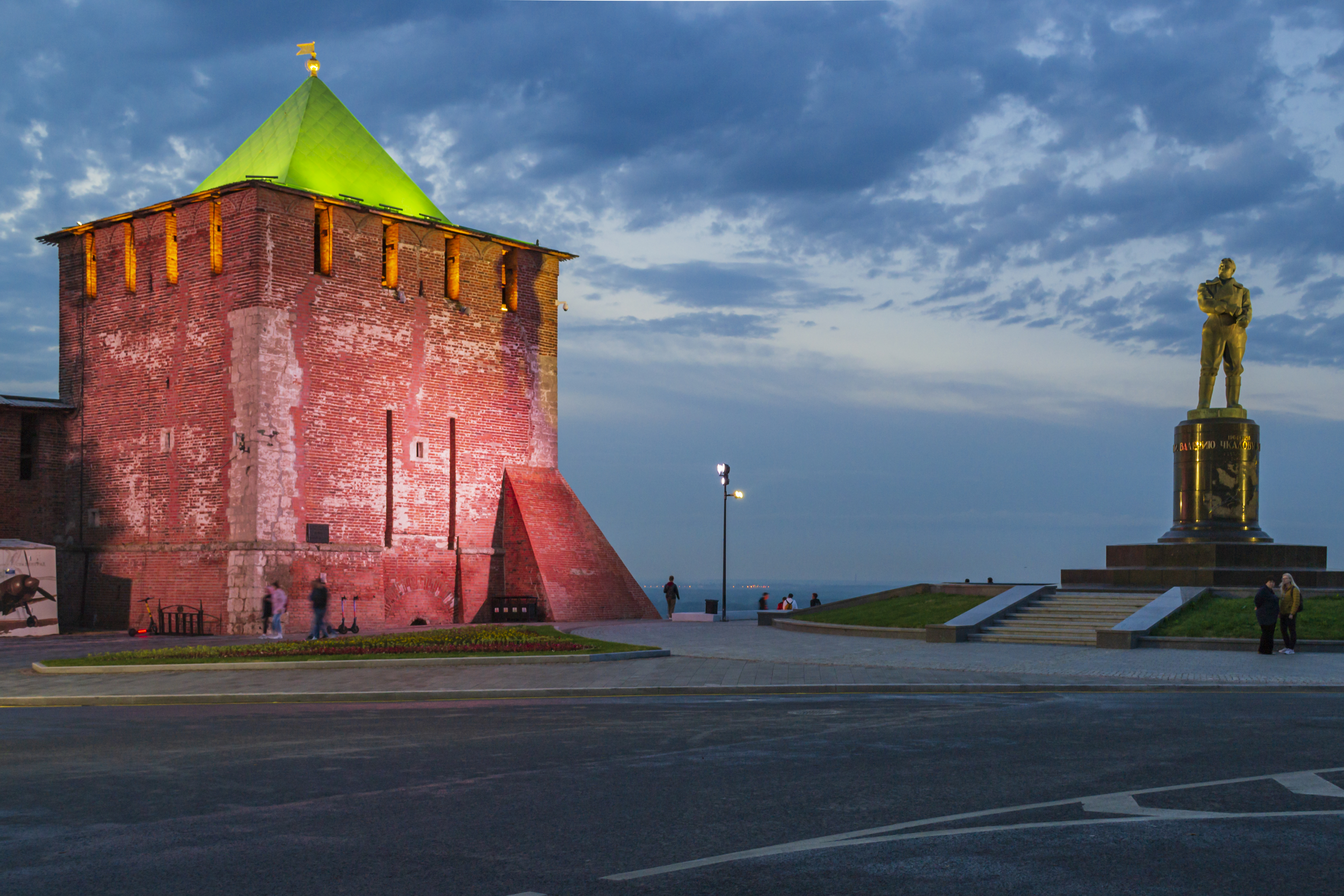
Monumento a Valerij Čkalov e la torre di San Giorgio. Luglio 2014